# Yang Young-ja
Yang Young-ja (* 6. Juli 1964 in Iksan, Jeollabuk-do, Südkorea) ist eine südkoreanische Tischtennisspielerin. In den 1980er Jahren wurde sie Asienmeisterin, Weltmeisterin und Olympiasiegerin im Doppel.

## Werdegang
Yang Young-ja erzielte ihre größten Erfolge im Doppel, in dem sie in der Regel mit Hyun Jung-hwa antrat. Sie nahm an den Weltmeisterschaften 1983, 1985 und 1987 teil. 1983 unterlag sie im Einzel-Endspiel der Chinesin Cao Yanhua, mit der südkoreanischen Mannschaft wurde sie Fünfter. Zwei Jahre später holte das südkoreanische Team Bronze. 1987 gewann sie in allen Wettbewerben eine Medaille: Im Einzel holte sie Silber hinter He Zhili aus China, im Mixed mit Ahn Jae-hyung gewann sie Bronze, mit der Mannschaft wurde sie Zweiter und das Doppel mit Hyun Jung-hwa wurde Weltmeister.
Bei den Asienmeisterschaften erreichte sie 1984 im Doppel mit Yoon Kyung-mi das Endspiel, 1988 wurde sie Asienmeisterin im Doppel mit Hyun Jung-hwa und im Teamwettbewerb. 1988 qualifizierte sich Yang Young-ja für die Teilnahme an den erstmals durchgeführten Olympischen Sommerspielen für Tischtennis. Mit ihrer Stammpartnerin Hyun Jung-hwa gewann sie auf Anhieb die Goldmedaille im Doppel.
In der ITTF-Weltrangliste belegte Yang Young-ja im Juni 1983 Platz zwei. Nach 1988 trat sie international nicht mehr in Erscheinung.
Um 2006 arbeitete Yang Young-ja als Kommentatorin im südkoreanischen Fernsehen.

## Turnierergebnisse
| Verband | Veranstaltung           | Jahr | Ort       | Land | Einzel        | Doppel        | Mixed         | Team |
| ------- | ----------------------- | ---- | --------- | ---- | ------------- | ------------- | ------------- | ---- |
| KOR     | Asienmeisterschaft ATTU | 1988 | Niigata   | JPN  | Viertelfinale | Gold          | Viertelfinale | 1    |
| KOR     | Asienmeisterschaft ATTU | 1984 | Islamabad | PAK  | Viertelfinale | Silber        |               |      |
| KOR     | Asian Cup               | 1987 | Seoul     | KOR  | 4             |               |               |      |
| KOR     | Asienspiele             | 1986 | Seoul     | KOR  | Halbfinale    | Halbfinale    | Halbfinale    | 1    |
| KOR     | Asienspiele             | 1982 | New Delhi | IND  | Halbfinale    | Viertelfinale | Viertelfinale | 2    |
| KOR     | Olympische Spiele       | 1988 | Seoul     | KOR  | letzte 16     | Gold          |               |      |
| KOR     | Weltmeisterschaft       | 1987 | New Delhi | IND  | Silber        | Gold          | Halbfinale    | 2    |
| KOR     | Weltmeisterschaft       | 1985 | Göteborg  | SWE  | letzte 16     | letzte 64     | letzte 64     | 3    |
| KOR     | Weltmeisterschaft       | 1983 | Tokio     | JPN  | Silber        | Viertelfinale | letzte 32     | 5    |